# 本森冰川
76°49′S 162°12′E / 76.817°S 162.200°E
本森冰川是南極洲的冰川，位於維多利亞地，全長22公里，最終注入格蘭納特港，在1957年由新西蘭探險隊繪入地圖，以該國地質學教授命名。